# Ácido palmítico
Ácido palmítico ou ácido hexadecanoico (nome IUPAC) é um dos ácidos graxos saturados mais comuns, encontrados quer em animais, quer em plantas. Como o próprio nome indica, é o principal (e em maior quantidade) componente do óleo de palma. Leite e derivados (manteiga, queijo) e carne bovina também o contêm.
Palmitato chama-se ao éster do ácido palmítico. O ânion palmitato é a espécie química observada do ácido palmítico em avaliações de pH de líquidos fisiológicos.
O ácido palmítico (16 átomos de carbono), da palavra francesa “palmitique”, foi primeiro purificado por Chevreul ME em sua pesquisa sobre manteiga e sebo (também conhecida como gordura bovina), mas certamente caracterizada por Frémy E. em 1840 em óleo de palma saponificado. da qual seu nome(3).
É um ácido graxo saturado (sem ligação dupla, portanto, em taquigrafia 16:0) membro do subgrupo chamado de ácidos graxos de cadeia longa (LCFA), de 14 a 18 átomos de carbono(3).
É o primeiro ácido graxo produzido durante a síntese de ácidos graxos nos seres humanos e o ácido graxo do qual os ácidos graxos mais longos podem ser produzidos(3).